# 碧血碑
碧血碑（へきけつひ、へっけつひ）は、北海道函館市、函館山の麓に明治8年（1875年）9月に建立された戊辰戦争、特に箱館戦争における旧幕府軍の戦死者を記念する慰霊碑。土方歳三や中島三郎助などをはじめとする約800人の戦死者を弔っている。
「碧血」とは、『荘子』外物篇の記述「萇弘は蜀に死す。其の血を蔵すること三年にして、化して碧と為る」（萇弘死于蜀，藏其血三年而化為碧）から来ており、忠義を貫いて死んだ者の流した血は、三年経てば地中で宝石の碧玉と化すという伝説にちなむ。

## 構造
高さはおよそ7.6mほどある。碑石は伊豆産の石を使い、東京霊岸島で造り、海路運搬されたものである。碑石の文字は大鳥圭介のものだと言われるが定かではない。
碧血碑の裏側には「明治辰巳實有此事　立石山上㕥表厥志」との文字が刻まれている。これは、「明治辰巳、実に此の事有り、石を山上に立てて以て厥（そ）の志を表す」と読み、「明治2年、此の事は実際にありました。山上に石を建ててその気持ちを表します」という意味である。明治2年（1869年）は箱館戦争で五稜郭の旧幕府軍が降伏し、戊辰戦争が終結した年であるが、建立当時でもそうした経緯に具体的に触れることがはばかられていたことが推測される表現となっている。

## 歴史

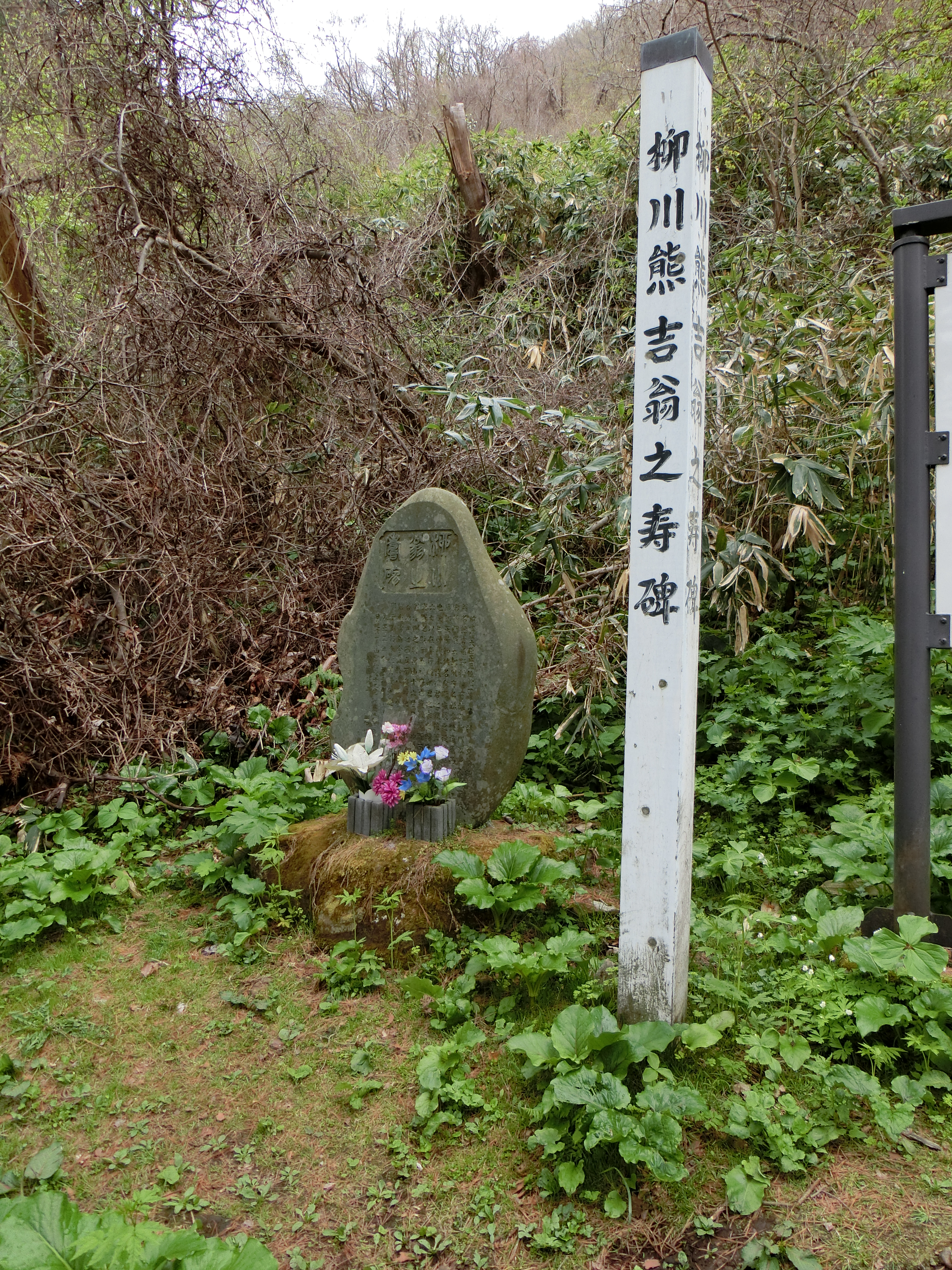
柳川熊吉翁之寿碑

箱館・五稜郭の防衛戦で、賊軍とされた旧幕府軍戦死者の遺体は戦闘終結後も埋葬が許されず、斃れた場所に腐敗するまま放置された。哀れに思った箱館の侠客柳川熊吉は遺体を回収して埋葬しようとした。実行寺住職・松尾日隆、大工棟梁・大岡助右衛門と相談し、子分たちに遺体を回収させ、実行寺・称名寺・浄玄寺に仮埋葬した。柳川熊吉は安政3年（1856年）に江戸から箱館へ渡り、請負（人材派遣）業を営み、五稜郭築造工事の際には労働者の供給に貢献した人物。榎本武揚ら幕臣とも交流を持っていた。
賊軍の慰霊を行ってはならないとの明治政府からの命令に反した熊吉は追及を受けたが、熊吉の堂々とした態度に官吏は埋葬を黙認したという。また、新政府軍の薩摩藩士・田島圭蔵は、「これからの日本のために、こういう男を死なせてはならない」と考え、熊吉への打ち首を取り止めさせ、熊吉は無罪釈放となった。
明治4年（1871年）、熊吉は函館山の土地を買い、そこに箱館戦争戦死者を実行寺より改葬した。明治7年（1874年）8月18日に、明治政府が正式に賊軍の汚名を負った者の祭祀を許可すると、箱館戦争の生き残りである榎本武揚、大鳥圭介らが熊吉と協力して、明治8年5月、この碧血碑を建立した。
晩年の熊吉は、碧血碑の傍で余生を過ごしながら、大正2年に89歳で生涯を閉じた。同年、熊吉88歳の米寿に際し、有志らはその義挙を伝えるため、碧血碑の側に碑を建てている。
明治８年以降、毎年慰霊祭が行われている。昭和１６年以降は６月２５日に行われている。明治２年の５月１６日に千代ヶ岱陣屋が落ち、中島三郎助父子が戦死して榎本軍の敗北が決定的になった日を新暦に直すとこの日になる。

## アクセス
函館市電「谷地頭」電停下車、徒歩15分または函館バス「谷地頭」停留所。

## もう一つの「碧血碑」
旧幕府軍と松前藩が1868年11月12日に交戦した厚沢部町稲倉石古戦場跡にも、同名の碑が1919年に旧松前藩士により建立されている（ただし鶉ダム建設により古戦場が湖底に沈んだため移設）。